# Utopia, andata e ritorno
Utopia, andata e ritorno (The Unteleported Man) è un romanzo di fantascienza scritto nel 1966 da Philip K. Dick.
Questo romanzo breve è stato pubblicato nel 1964 sulla rivista Fantastic e successivamente su un paperback Ace Double. A Dick era stato commissionato un ampliamento per trasformare il testo in un romanzo vero e proprio, che l'autore scrisse ma che non venne pubblicato se non dopo la sua morte (nel 1983), col titolo Lies, Inc.
La casa editrice Fanucci ha pubblicato, nel 2013, un'edizione del romanzo dal titolo Menzogne S.p.a.

## Trama
Anno 2014. Rachmael ben Applebaum è convinto che la colonia planetaria della Bocca della Balena non sia il paradiso che tutti credono, e che in realtà si tratti di una specie di prigione planetaria o di "Soluzione finale" al problema della sovrappopolazione della Terra, architettata dalla società Trails of Hoffman.
Applebaum progetta di raggiungere la colonia viaggiando sulla propria astronave, l'ultima di proprietà privata, invece che di affidarsi al teletrasporto. Ingaggia Matson Glazier-Holliday, capo della Lies Inc., perché lo rifornisca di pezzi di ricambio che gli servono per dormire durante i diciotto anni del viaggio nello spazio fino alla Bocca della Balena. Il tentativo fallisce, e Rachmael deve affrontare il lungo viaggio da sveglio.
Nel frattempo Matson raggiunge la Bocca della balena col teletrasporto e viene assassinato, ma la sua assistente Freya invia sulla Terra un messaggio cifrato per rivelare che sulla colonia è stata fondata una società militarista in stile spartano. Le Nazioni Unite captano il messaggio e chiudono il teletrasporto.

## Edizioni
- Philip K. Dick, The Unteleported Man, Ace Books, 1966,  p. 100.
- Philip K. Dick, Utopia, andata e ritorno, collana Galassia n° 93, La Tribuna, 1968.
- Philip K. Dick, Utopia, andata e ritorno, collana Urania Classici n° 212, Arnoldo Mondadori Editore, 1994.